# Harricourt
Harricourt är en kommun i departementet Ardennes i regionen Grand Est (tidigare regionen Champagne-Ardenne) i nordöstra Frankrike. Kommunen ligger  i kantonen Buzancy som ligger i arrondissementet Vouziers. År 2022 hade Harricourt 45 invånare.

## Befolkningsutveckling
Antalet invånare i kommunen Harricourt
Referens: INSEE